# Burlesque (pel·lícula de 1980)
Burlesque és una pel·lícula mexicana dirigida per René Cardona. Va ser filmada en 1980 i protagonitzada per Alma Muriel, Lucy Gallardo, Angélica Chaín i Lyn May.

## Argument
En una de les seves nits d'espectacle, en el cabaret Burlesque (famós precisament pels seus xous de burlesc i striptease), ocorren una sèrie de peculiars històries. Dues vedettes, Mink (Lyn May) i Gina (Angélica Chaín), competeixen per aconseguir els favors d'un productor cinematogràfic, mentre que una altra anomenada Christian (Alma Muriel) intenta fugir de l'assetjament d'uns proxenetes. També es conten les històries de La Sexy Loca (Fanny Kaufman «Vitola») i una simpàtica fichera obesa (Susana Cabrera), que lluiten per competir amb les joves entre els clients, encara que els seus millors temps ja han passat.

## Repartiment
- Alma Muriel... Christian
- Lucy Gallardo... Madame
- Lyn May... Mink
- Angélica Chaín... Gina'
- Polo Ortín... Polo
- Fanny Kaufman «Vitola»... La Sexy Loca
- Susana Cabrera... Fichera obesa
- Princesa Lea... Vedette
- Jeanette Mass ... Vedette
- Gloriella... Vedette
- Norma Lee ... Vedette
- Paco Francisco ... Bailarín
- Alberto Rojas "El Caballo"... Caballo
- Raúl "Chato" Padilla... Cliente
- Joaquín García... Cliente
- Tito Junco... Proxeneta
- Pompín Iglesias... Cliente
- Alfonso Iturralde... Mesero
- Silvestre Méndez ... Músico

## Comentaris
La cinta és en realitat una revista musical amb una trama mínima filmada principalment per a retratar el món de les vedettes i la vida nocturna imperant en la Ciutat de Mèxic de l'època.